# Chrzanów Kąty
Chrzanów Kąty – zlikwidowany przystanek osobowy w chrzanowskiej dzielnicy Kąty, w województwie małopolskim, w Polsce; znajdował się przy ul. Partyzantów, usytuowany był na kilometrze 21,248 dawnej linii kolejowej nr 126. Jaworzno Szczakowa – Bolęcin, między stacjami Jaworzno Byczyna i Chrzanów. Przystanek obsługiwał pasażerskie lokalne połączenia kolejowe w relacjach Jaworzno Szczakowa - Bolęcin - Sucha Beskidzka.